# Orquesta Sinfónica Nacional de Ucrania
La Orquesta Sinfónica Nacional de Ucrania (en ucraniano: Національний Симфонічний Оркестр України) es una de las principales orquestas de Ucrania, que fue fundada en 1918 con el nombre de Orquesta Sinfónica Estatal de Ucrania.

## Historia
La fundación de la orquesta tuvo lugar en 1918 con miembros de la Unión de Músicos de Orquesta y estudiantes del Conservatorio de Kiev. Oleksandr Horily fue nombrado director principal. La primera denominación de la agrupación fue Orquesta Sinfónica Estatal de Ucrania. En diciembre de 1918 se celebró uno de sus primeros conciertos, en el que tocaron fragmentos de la ópera Taras Bulba y una transcripción orquestal de Cosaco-Shumka de Mikola Lísenko.
Nathan Rachlin fue su director desde 1937 hasta 1962. Sus directores posteriores fueron Stephan Turchak, Volodymyr Kozhukhar, Fyodor Glushchenko e Igor Blazhkov. El director estadounidense Theodore Kuchar es el actual director artístico, mientras que el director titular es Volodymyr Sirenko desde 1999.
En 2004 el Réquiem por Larisa de Valentín Silvéstrov grabado por la orquesta junto con el Coro Dumka fue nominado en los 47.ª edición de los Premios Grammy. La orquesta recibió críticas positivas de la BBC Music Magazine: “Todo el disco está interpretado con la energía e intensidad adecuadas, lo que convence al oyente de que este colectivo pertenece a la corriente principal de la orquesta”.
La orquesta estuvo de gira por ciudades de Estados Unidos en 2017. En 2022 se anunció una gira por el Reino Unido, que es la primera visita de la orquesta desde 2001, que tendría lugar al año siguiente (con los solistas Antonii Baryshevskyi y Aleksey Semenenko), con el objetivo de promover el talento musical y la cultura ucranianos en medio de la invasión rusa del país; dos miembros de la orquesta se ausentaron por haber sido reclutados por el ejército, y los ensayos y las actuaciones preparatorias en Kiev tuvieron lugar en condiciones restringidas.
Asimismo, la orquesta visitó Taiwán por primera vez en septiembre de 2023 y ofreció conciertos en tres ciudades. Abrieron su gira con una actuación en el Centro de Administración Gubernamental de la ciudad de Kaohsiung con el Himno Nacional de Ucrania y una canción clásica taiwanesa. Sus actuaciones incluyen el poema sinfónico Grazhyna de Borys Lyatoshynsky, el Concierto para piano n.º 1 de Frédéric Chopin y el poema sinfónico Mazeppa de Franz Liszt.